# سام ليسر
سام ليسر (بالإنجليزية: Sam Lesser)، وُلد باسم ماناسا ليسر (Manassah Lesser) في 19 مارس 1915، وتوفي في 2 أكتوبر 2010، وكان صحفيًا بريطانيًا ومراسلًا حربياً بارزاً، إضافةً إلى كونه أحد قدامى المحاربين في الحرب الأهلية الإسبانية، حيث قاتل ضمن الألوية الدولية.

## بداياته
وُلد سام ليسر في لندن لعائلة يهودية. استخدم لاحقًا اسم "سام راسل" كاسم مستعار أثناء مسيرته الصحفية.

## مشاركته في الحرب الأهلية الإسبانية
في عام 1936، انضم ليسر إلى الألوية الدولية للقتال ضد قوات فرانثيسكو فرانكو خلال الحرب الأهلية الإسبانية، حيث خدم ضمن لواء إبراهام لينكولن، وهو وحدة من المتطوعين الأجانب الداعمين للجمهوريين.

## حياته المهنية
بعد عودته من إسبانيا، بدأ ليسر العمل في الصحافة، وكان مراسلًا لصحيفة *ديلي ووركر* (Daily Worker)، وهي الصحيفة الرسمية للحزب الشيوعي البريطاني، التي أصبحت لاحقًا *مورنينغ ستار*. غطّى عددًا من أبرز الأحداث العالمية، بما في ذلك الحرب الباردة، وكان معروفًا بعمله كمراسل في موسكو خلال العقود التالية.

## وفاته
توفي سام ليسر في 2 أكتوبر 2010 عن عمر يناهز 95 عامًا.